# ناکاجیما ای۲ان
ناکاجیما ای۲ان (به انگلیسی: Nakajima_A2N) یک هواگرد از نوع ناو هواپیمابر هواپیمای جنگنده ساخت شرکت شرکت هواپیمای ناکاجیما است. هواگرد ناکاجیما ای۲ان نخستین پروازش را در ۱۹۲۹ میلادی انجام داد. این هواگرد در سال ۱۹۳۲ میلادی رسماً معرفی گردید و در سال‌های 1932-1936 (A2N) تولید شده‌است. در مجموع، تعداد ۱۶۶ فروند از این هواگرد ساخته شده‌است.
طراح این هواگرد، Takao Yoshida بود.